# Almost Green
Almost Green – album polskiego trębacza jazzowego Tomasza Stańki nagrany z Tomasz Stańko Quartet w Finlandii w 1978.
To była czwarta (i ostatnia) płyta, która powstała w składzie: Tomasz Stańko, Tomasz Szukalski i Edward Vesala. Każdy z albumów kwartetu: TWET z 1974 (PN Muza), Balladyna z 1976 (ECM) i Live at Remont z 1978 (Helicon) nagrywany był z innym basistą.
Wszystkie kompozycje na płycie (oprócz utworu „Megaira”) są autorstwa Tomasza Stańki. Nagrania zarejestrowano w Love Studio w Helsinkach w 1978. Winylowy LP wydany został w 1979 przez fińską wytwórnię Leo Records (LEO 008). Numery matryc: LEO-008 A CR i LEO-XXX B 008 B CR.

## Muzycy
- Tomasz Stańko – trąbka
- Tomasz Szukalski – saksofon tenorowy, saksofon sopranowy
- Palle Danielsson – kontrabas
- Edward Vesala – perkusja

## Lista utworów
Strona A
| 1. | „New Song”        | 10:39 |
|    |                   |       |
| 2. | „From Greenhills” | 3:36  |
|    |                   |       |
| 3. | „Slow By”         | 5:27  |
|    |                   |       |
|    |                   | 19:42 |
|    |                   |       |
Strona B
| 1. | „When on Earth”           | 10:20 |
|    |                           |       |
| 2. | „Almost Green”            | 3:42  |
|    |                           |       |
| 3. | „Megaira” (Edward Vesala) | 3:48  |
|    |                           |       |
|    |                           | 17:50 |
|    |                           |       |

## Informacje uzupełniające
- Producent – Edward Vesala
- Inżynier dźwięku – Måns Groundstroem
- Miksowanie – Tom Vuori
- Projekt okładki – Pavel Lucki